# Nationaal park Yorkshire Dales

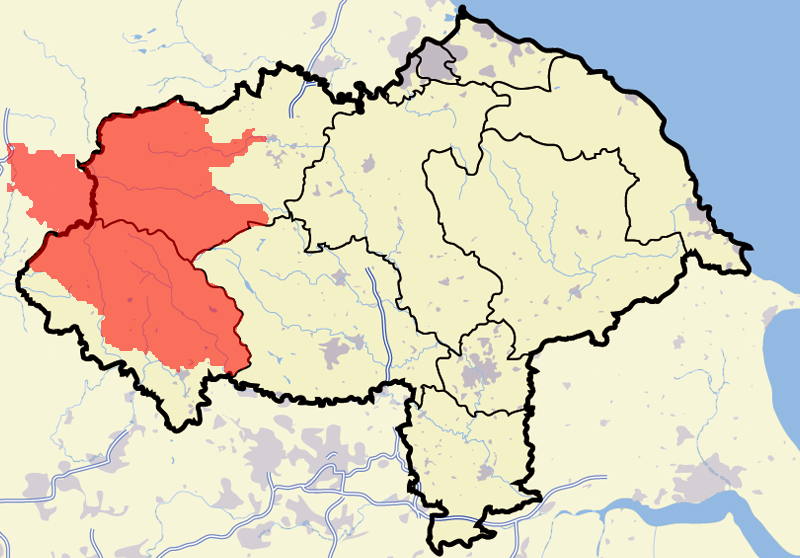
Yorkshire Dales National Park in het graafschap North Yorkshire

Het nationaal park Yorkshire Dales (Engels: Yorkshire Dales National Park) is een heuvellandschap in Noord-Engeland dat voornamelijk ten oosten van de waterscheiding van het Penninisch Gebergte is gelegen. Het maakt voornamelijk deel uit van het graafschap North Yorkshire, een klein gedeelte is gelegen in Cumbria. Het beeld dat men in deze omgeving aantreft bestaat uit donkere heuveltoppen, steile hellingen, groene dalen met stapelmuurtjes, en stevige boerderijen en veldschuren. De heuvels ogen als majestueuze toppen, vooral als ze besneeuwd zijn. Na zware regenval veranderen de kleine stroompjes in woest kolkende rivieren.

## Toerisme
De Yorkshire Dales werden in 1954 aangewezen als nationaal park. Jaarlijks komen er zo'n tien miljoen bezoekers. Men komt hier om in het ruige groene landschap te wandelen, te schilderen en vooral om simpelweg vakantie te houden.

## De dalen
In het 1760 vierkante kilometer grote park bevinden zich vier grote en talloze kleinere dalen, die worden omringd door heuvels met soms rotsige steilten.
Het bredere en beboste Wensleydale, dat dwars door het gebied heenloopt, staat bekend om de kastelen, watervallen en kaas die in de zuivelfabriek bij het dorpje Gayle wordt gemaakt.
Het smalle Swaledale in het noorden is omzoomd met steile hellingen. De wilde en desolate vallei ligt te midden van de even woeste hoge gronden. De Tan Hill heeft zijn naam aan een bijzondere schapensoort gegeven.
Het beeld van het lange en kronkelende Wharfedale in het hart van de Yorkshire Dales wordt bepaald door pittoreske dorpjes. Vanaf de Cow en Calf Rocks die in de buurt van Burleigh Woodhead verrijzen, heeft men een fantastisch uitzicht over de omgeving.
In het westen ligt het Ribblesdale in een glooiend landschap met kalksteen kloven en hoog oprijzende toppen. Vanaf de top van de Ingleborough Hill kan men op een heldere dag het eiland Man zien liggen.
Deze landstreek is het thuisland van het inheemse ponyras de Dalespony.